# Apófisis espinosa
Las apófisis espinosas (o a veces se usa el anglicismo "procesos espinosos") son prominencias óseas o proyecciones que surgen de la parte posterior de las láminas de las vértebras. Protegen el canal medular que alberga la médula espinal, que es anterior, y a ambos lados se insertan potentes músculos del tronco.
En el caso de las vértebras cervicales (excepto el atlas) pueden ser bituberosas, es decir, pueden presentar una bifurcación.
- Datos: Q915235